# Noctubourgognea cisandina
Noctubourgognea cisandina là một loài bướm đêm trong họ Noctuidae.